# عبد الحق حقى التركمانى
1. تحويل عبد الحق التركماني

هذه صفحة لأحد أسماء الشخصية المذكورة أعلاه أو ألقابها أو لكنية من كُناها، وهي تحوَّل آلياً من يبحث عنها إلى صفحة عبد الحق حقى التركمانى.